# Anna Maria Pérez de Tagle
Anna Maria Francesca Enríquez Pérez de Tagle (San Francisco, Kalifornia, 1990. december 23. –) ázsiai–spanyol származású amerikai színésznő.

## Fiatalkora
San Franciscóban született. Filippínó származású. Van két fiú testvére.

## Pályafutása
Első nagyobb szerepét a Hannah Montana című sorozatban volt. Ezután a Rocktábor című nagy sikerű filmben játszotta Ellát. Majd szerepet kapott a film 2010-es folytatásában is, a Rocktábor 2. – A záróbuliban.

## Magánélete
2018. november 11-én Scott Kline Jr. megkérte a kezét. 2019. június 29-én házasodtak össze. A 30. születésnapján bejelentette terhességét az Instagramon.

## Filmográfia

### Filmek
| Év   | Magyar cím                | Eredeti cím                 | Szerep          | Magyar hang     |
| ---- | ------------------------- | --------------------------- | --------------- | --------------- |
| 2020 |                           | The Message                 | Georgia Morales |                 |
| 2017 |                           | Long Distance               | Natalia         |                 |
| 2015 |                           | The Worst People at a Party | lány            |                 |
| 2010 | Rocktábor 2. – A záróbuli | Camp Rock 2: The Final Jam  | Ella Pador      | Szentesi Dóra   |
| 2009 | Fame – Hírnév             | Fame                        | Joy Moy         |                 |
| 2008 | Rocktábor                 | Camp Rock                   | Ella Pador      | Berkes Boglárka |
| 2005 | Szavak és érzések         | Bee Season                  | lány            |                 |

### Televíziós szerepek
| Év        | Magyar cím             | Eredeti cím                | Szerep        | Megjegyzések                           |
| --------- | ---------------------- | -------------------------- | ------------- | -------------------------------------- |
| 2019      |                        | 2 talk with Tatm Augustine | önmaga        | vendég                                 |
| 2018      |                        | Charmed                    | Lainey        | 1 epizód                               |
| 2013      | Papás-Babás            | Baby Daddy                 | Jenna         | 1 epizód                               |
| 2010      | Jonasék Los Angelesben | Jonas L.A                  | önmaga        | 1 epizód                               |
| 2008      |                        | Higglytown Heroes          | járőr (hang)  | 1 epizód                               |
| 2007      |                        | Just Jordan                | Veronica      | 1 epizód                               |
| 2006      |                        | Cake                       | Miracle Ross  | főszereplő                             |
| 2006–2011 | Hannah Montana         | Hannah Montana             | Ashley Dewitt | mellékszereplő magyar hangja Dögei Éva |